# Gardevare
Gardevare (pitesamiska: Gárrdevárre eller Gárrdvárre) är ett naturreservat i Arvidsjaurs kommun i Norrbottens län.
Området är naturskyddat sedan 2009 och är 1,8 kvadratkilometer stort. Reservatet omfattar större delen av bergen Gardevare och Ruongovarat. Reservatet består främst av granskog.